# دب بني
الدب البني 
أو الدب الأسمر هو دب كبير موطنه أوراسيا وأمريكا الشمالية. يعد واحدًا من أكبر الحيوانات آكلة اللحوم البرية، ولا ينافسه في الحجم سوى أقرب أقربائه، الدب القطبي، وهو أقل تغيرًا في الحجم وأكبر قليلًا في المتوسط. الدب البني هو نوع ثنائي الشكل جنسيًا، حيث يبلغ متوسط حجم الذكور البالغين حوالي 30% أكبر في معظم النوع. غالبًا ما لا يكون لون الدببة البنية بنيًا بالكامل؛ يمكن أن يكون لون القشرة محمرًا إلى بني مصفر، ومن بني غامق إلى كريمي اللون. هم الدببة الوحيدة الموجودة التي لديها سنام يتكون بالكامل من العضلات على أكتافهم. الكفوف كبيرة وتسمح للدب بالحفر بفعالية في الأوساخ. أسنانها تشبه أسنان الدببة الأخرى وتعكس مرونتها الغذائية.
في جميع أنحاء نطاق تواجد الدب البني، يسكن بشكل رئيسي موائل الغابات على ارتفاعات تصل إلى 5000 متر (16000 قدم). وهو آكل اللحوم، ويستهلك مجموعة متنوعة من الأنواع النباتية والحيوانية. خلافًا للاعتقاد السائد أن الدب البني يستمد 90% من نظامه الغذائي من النباتات. عند الصيد، فإنه يستهدف الحيوانات الصغيرة مثل القوارض، وحتى تلك الكبيرة مثل الموظ أو ثيران المسك. في أجزاء من ساحل ألاسكا، تتغذى الدببة البنية في الغالب على سمك السلمون الذي يأتي إلى الشاطئ لوضع بيضه. في معظم أوقات العام، يكون حيوانًا انفراديًا لا يتزاوج إلا عند التزاوج أو تربية الأشبال. تلد الإناث في المتوسط ما بين واحد إلى ثلاثة دياسم (جمع ديسم وهو صغير الدب البني) وتبقى مع أمهاتها لمدة تتراوح بين 1.5 إلى 4.5 سنة. وهي حيوانات طويلة العمر، حيث يبلغ متوسط عمرها 25 عامًا في البرية. بالنسبة لحجم جسمه، يمتلك الدب البني دماغًا كبيرًا بشكل استثنائي بالنسبة للحيوانات آكلة اللحوم البرية. يتيح هذا الدماغ الكبير قدرات معرفية عالية، مثل استخدام الأدوات. تعد الهجمات على البشر، على الرغم من الإبلاغ عنها على نطاق واسع، نادرة بشكل عام.
في حين أن نطاق الدب البني قد تقلص، وواجه انقراضًا محليًا عبر نطاقه الواسع، لكنه ما يزال مدرجًا ضمن الأنواع الأقل إثارة للقلق من قبل الاتحاد الدولي لحفظ الطبيعة (IUCN) حيث يقدر إجمالي عدد أفراده في عام 2017 بحوالي 110.000. الأنواع التي جرى اصطيادها حتى الانقراض في القرنين التاسع عشر والعشرين هي الدب الأطلس في شمال إفريقيا وكاليفورنيا والأونجافان والمكسيكيون من الدب الرمادي في أمريكا الشمالية. العديد من الدببة في الأجزاء الجنوبية من أوراسيا مهددة بالانقراض أيضًا. أحد الأشكال الأصغر حجمًا، الدب البني في جبال الهيمالايا، مهدد بالانقراض بشدة، حيث يحتل 2% فقط من موطنه السابق ومهدد بالصيد الجائر غير المنضبط لأجزاء جسمه. يعد الدب البني المريسيكي الموجود في وسط إيطاليا واحدًا من عدة مجموعات معزولة حاليًا من الدب البني الأوراسي، ويعتقد أن عددها لا يزيد عن 50 تقريبًا.
يعد الدب البني من الحيوانات الضخمة الجذابة، وقد احتفظ به في حدائق الحيوان منذ العصور القديمة. لقد تم ترويضهم وتدريبهم على الأداء في السيرك وغيرها من الأعمال. منذ آلاف السنين، لعبت الدببة البنية دورًا مهيمنًا في الثقافة الإنسانية، وغالبًا ما ظهرت في الأدب والفن والفولكلور والأساطير.

## علم أصول الكلمات
يشار إلى الدب البني أحيانًا باسم بروين، من اللغة الإنجليزية الوسطى. نشأ هذا الاسم من أسطورة تاريخ رينارد الثعلب التي ترجمها وليام كاكستون من اللغة الهولندية الوسطى bruun أو bruyn، وتعني البني (اللون). في منتصف القرن التاسع عشر في الولايات المتحدة، كان يطلق على الدب البني اسم أولد إفرايم وأحيانًا باسم جو موكاسين.
الاسم العلمي للدب البني، Ursus arctos، يأتي من الكلمة اللاتينية ursus، وتعني الدب، واليونانية ἄρκτος/arktos، وتعني أيضًا الدب.

## التطور والتصنيف

### التصنيف والأنواع الفرعية

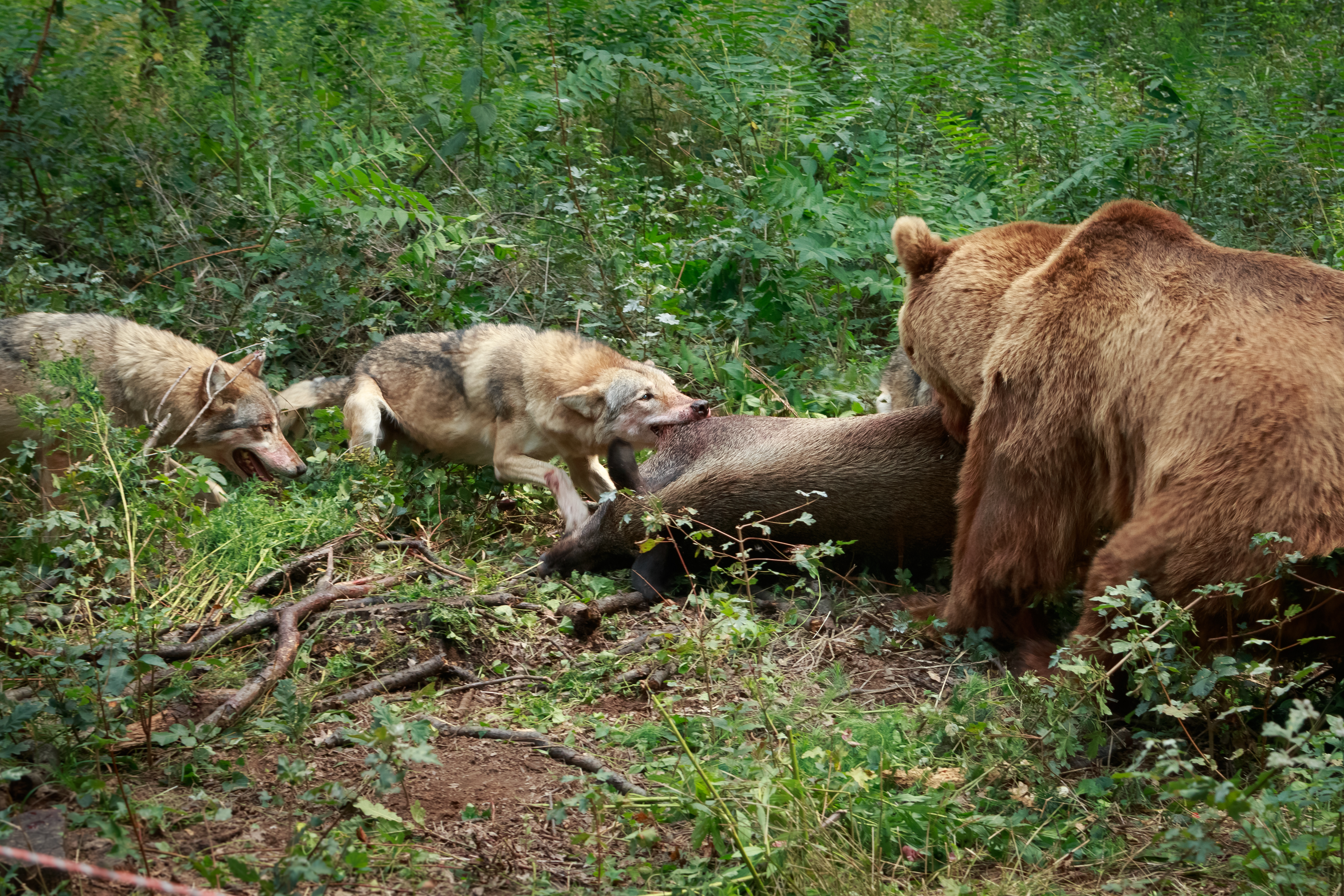
دبة يتصارع مع الذئاب على الطريدة في المجر

وصف كارل لينيوس هذا النوع علميًا تحت اسم Ursus arctos في طبعة 1758 من Systema Naturae. وصف تصنيف الدب البني وتصنيف الأنواع الفرعية بأنه هائل ومربك، مع عدد قليل من السلطات التي تدرج نفس المجموعة المحددة من الأنواع الفرعية. هناك المئات من سلالات الدب البني المتقادمة. اقترح ما يصل إلى 90 نوعًا فرعيًا. حدد تحليل الحمض النووي لعام 2008 ما لا يقل عن خمس واجهات رئيسية تحتوي على جميع الدببة البنية الموجودة، في حين كشفت دراسة النشوء والتطور لعام 2017 عن تسعة واجهات، بما في ذلك واحد يمثل الدببة القطبية. اعتبارًا من عام 2005، تم الاعتراف بـ 15 نوعًا فرعيًا موجودًا أو منقرضًا مؤخرًا من قبل المجتمع العلمي العام.
يظهر تحليل الحمض النووي أنه، بصرف النظر عن التجزئة السكانية الأخيرة التي سببها الإنسان، تعتبر الدببة البنية في أمريكا الشمالية عمومًا جزءًا من نظام سكاني واحد مترابط، باستثناء السكان (أو الأنواع الفرعية) في أرخبيل كودياك، والتي ربما تكونت تم عزلها منذ نهاية العصر الجليدي الأخير. توضح هذه البيانات أن دب كودياك والدب الأشيب أو الدب الرمادي ودب سيتكا البني ودب ستيكين البني ليست مجموعات متميزة أو متماسكة، ويمكن وصفها بشكل أكثر دقة بأنها أنماط بيئية. على سبيل المثال، الدببة البنية في أي منطقة معينة من ساحل ألاسكا ترتبط ارتباطًا وثيقًا بالدببة الرمادية المجاورة أكثر من ارتباطها بالمجموعات البعيدة من الدببة البنية.
تاريخ الدببة في أرخبيل ألكسندر غير معتاد من حيث أن سكان هذه الجزر يحملون الحمض النووي للدب القطبي، ومن المفترض أنه نشأ من مجموعة الدببة القطبية التي تركت في نهاية العصر البليستوسيني، ولكنها منذ ذلك الحين كانت مرتبطة بسكان البر الرئيسي المجاورين من خلال حركة الذكور، لدرجة أن الجينوم النووي الخاص بهم أصبح الآن أكثر من 90٪ من أصل الدب البني. كشف تحليل MtDNA أن الدببة البنية تنقسم على ما يبدو إلى خمسة فروع مختلفة، بعضها يتعايش أو يتواجد في مناطق مختلفة.

## النويعات
| اسم التحت نوع                | صورة | الانتشار | الوصف |
| ---------------------------- | ---- | --- | --- |
| الدب البني الأوراسي          |      | أوروبا، سيبيريا (في الشرق)، منغوليا                                                                                                 | هو نوع فرعي ن متوسطة الحجم مع مخالب رمادية، وتعتبر أكبر من نظرائها الأوروبية كما أنها تصطد بشكل أقل، وهي تتواجد بالغابات.                                                                |
| Ursus arctos alascensis'     |      | ألاسكا | |
| دب كامتشاتكا البني           |      | شبه جزيرة كامشتكا وجزيرة باراميشور                                                                                                  | هي دببة بنية قاتمة اللون أقل من دببة سيبيريا، ومخالبها سوداء. |
| دب كاليفورنيا الذهبي (منقرض) |      | | |
| دب البني السيبيري            |      | شرق سيبيريا يعيش في نهر ينسي في جبال ألتاي في شمال منغوليا.                                                                         | هي دببة بنية قاتمة جدا، وله جمجمة كبيرة نسبيا. |
| دب الأطلس (منقرض)            |      | المغرب العربي ( تونس، الجزائر، المغرب)                                                                                              | |
| Ursus arctos dalli           |      | | |
| دب رمادي                     |      | غرب كندا، ألاسكا، والشمال الغربي للالولايات المتحدة وهي موجودة تاريخيا في السهول الكبرى.                                            | هي دببة متوسطة الحجم لها معطف بني داكن إلى رمادي، وهي تسمى ب"الدب الأشهب". ويزن الدب الرمادي عادة ما يصل إلى 800 رطلا (364 كيلوغراما) في المناطق الداخلية، أما في إقليم يوكون فوزنها أقل |
| دب بني هملائي                |      | نيبال، باكستان، وشمال الهند | لون المعطف بني محمر إلى اللون الرملي وهذا الدب هو أصغر من معظم الدببة البنية أخرى التي وجدت في القارة الآسيوية.                                                                          |
| دب أوسوري البني              |      | روسيا، جزر الكوريل الجنوبية، سخالين، نهر أوسوري، شمال شرق الصين، اليابان، هوكايدو                                                   | يعتقد أن هذا الدب هو سلف الدب البني الأمريكي |
| دب كودياك                    |      | كودياك، جزيرة شوياك (ألاسكا) | هذا هو أكبر السلالات الدب البني، وهي دببة تعيش في جزيرة كودياك. |
| دب المكسيكي الأشيب (منقرض)   |      | شمال المكسيك بولاية شيواوا، الشمال الغربي لالولايات المتحدة، تكساس، نيو مكسيكو، أريزونا.                                            | يعتقد أن هذا النوع إنقرض بسب تربية الماشية في كل من الولايات المتحدة والمكسيك. هي دببة متميزة قادرة على البقاء في المناطق القاحلة ويمكنها العيش في الغابات الصنوبرية الجبيلة في المكسيك. |
| دب أزرق تبتي                 |      | شرق الصين والتبت | هو نوع فرعي، له فراء به شعر أشعث وطويل ما بين الداكن والفاتح، الفراء حول الرقبة خفيف، وله أسنان كبيرة.                                                                                   |
| Ursus arctos sitkensis       |      | جزر بارانوف | هو يشبه الدببة القطبية أكثر من الدببة البنية. |
| Ursus arctos stikeenensis    |      | | |
| الدب البني السوري            |      | يتواجد في منطقة القوقاز عبر سوريا والعراق وآسيا الصغرى وإيران وأفغانستان وجبال الهيمالايا الغربية، احتمال تواجده في فلسطين تاريخيا. | لون فروه أصفر مبيض، وهو من السلالات الصغيرة. |